# Sziget Fesztivál 1995
1995. augusztus 17. és 23. között harmadik alkalommal került megrendezésre a Sziget Fesztivál.

## Fontosabb külföldi fellépők
Augusztus 17.
- Kava Kava
- The Stranglers

Augusztus 19.
- Jeff Healey

Augusztus 21.
- Clawfinger

Augusztus 23.
- Blurt
- John Cale